# Chrysochloroma rubritincta
Chrysochloroma rubritincta là một loài bướm đêm trong họ Geometridae.